# Forcipomyia coarctata
Forcipomyia coarctata är en tvåvingeart som först beskrevs av Jean-Jacques Kieffer 1901.  Forcipomyia coarctata ingår i släktet Forcipomyia och familjen svidknott.
Artens utbredningsområde är Rumänien. Inga underarter finns listade i Catalogue of Life.